# VT-4
VT-4, známý též jako MBT-3000, je hlavní bojový tank 3. generace, jenž byl vyvinut čínskou společností NORINCO pro export. Jedná se o následovníka pákistánsko-čínských tanků Al-Khalid, není to však zcela nová konstrukce, vychází ze sovětského obrněnce T-72, po kterém získal nízkou siluetu. Poprvé byl veřejnosti představen roku 2012 ve Francii na mezinárodní zbrojní výstavě Eurosatory.

## Popis

### Pohon
Pohon zajišťuje dieselový motor ukrajinské výroby o výkonu 970 kW (1300 koní) a je umístěn vzadu, stroj však lze osadit motorem užívaným v tanku Typ 99. Motor dokáže vozidlu o hmotnosti 52 t zajistit maximální rychlost 70 km/h a dojezd 500 km.

### Ochrana
Síla pancéřování je přirozeně přísně utajovaná, lze jej posílit reaktivním pancířem ERA. Tank je vybaven i aktivním obranným systémem GL5.

### Výzbroj
Standardní výzbroj tvoří 125mm kanon s hladkým vývrtem. Dělo může odpalovat velkou škálu vezené munice (APFSDS, HEAT aj.), ale i protitankové řízené střely 9K119 Reflex (v kódu NATO AT-11 Sniper), které Čína vyrábí v licenci. Maximální vezená zásoba činí 38 kusů munice, kadence je 8 ran za minutu. Vedle kanonu se nachází lehký kulomet ráže 7,62 mm, na střeše vozidla je dálkově ovládaná stanice s 12,7mm kulometem, který může osádka využít i proti nízko letícím cílům.

## Uživatelé
- Thajsko - od roku 2019 má Královská thajská armáda ve službě 48 tanků
- Nigérie - v dubnu 2020 dodáno blíže nespecifikované množství tanků, 8.1. 2021 mělo dojít k jejich vůbec prvnímu ostrému nasazení v boji proti Boko Haram.
- Pákistán - objednáno 176 vozidel, plánováno celkem 300.

## Potenciální uživatelé
- Peru - v roce 2015 ČLR nabídla 100 tanků pro peruánskou armádu jako náhradu za jejich T-55.[3]
- Kamerun
- Namibie - v roce 2014 projevil náměstek namibijského ministra vnitra vážný zájem o VT-4. [4]